# 特斯多夫
特斯多夫是奥地利下奥地利州巴登县的一个市镇。总面积7.3平方公里，总人口1641人，人口密度224.8人/平方公里（2005年）。